# Kurt von Reiswitz
Rudolf Günther Kurd Freiherr von Reiswitz, auch Rudolf Günther Kurd (Kurt) Freiherr von Reiswitz und Kaderžin, teils Kurt Freiherr von Reiswitz, (* 6. Oktober 1847 in Berlin; † 30. November 1918 in Dresden) war ein deutscher Landrat und Regierungspräsident.

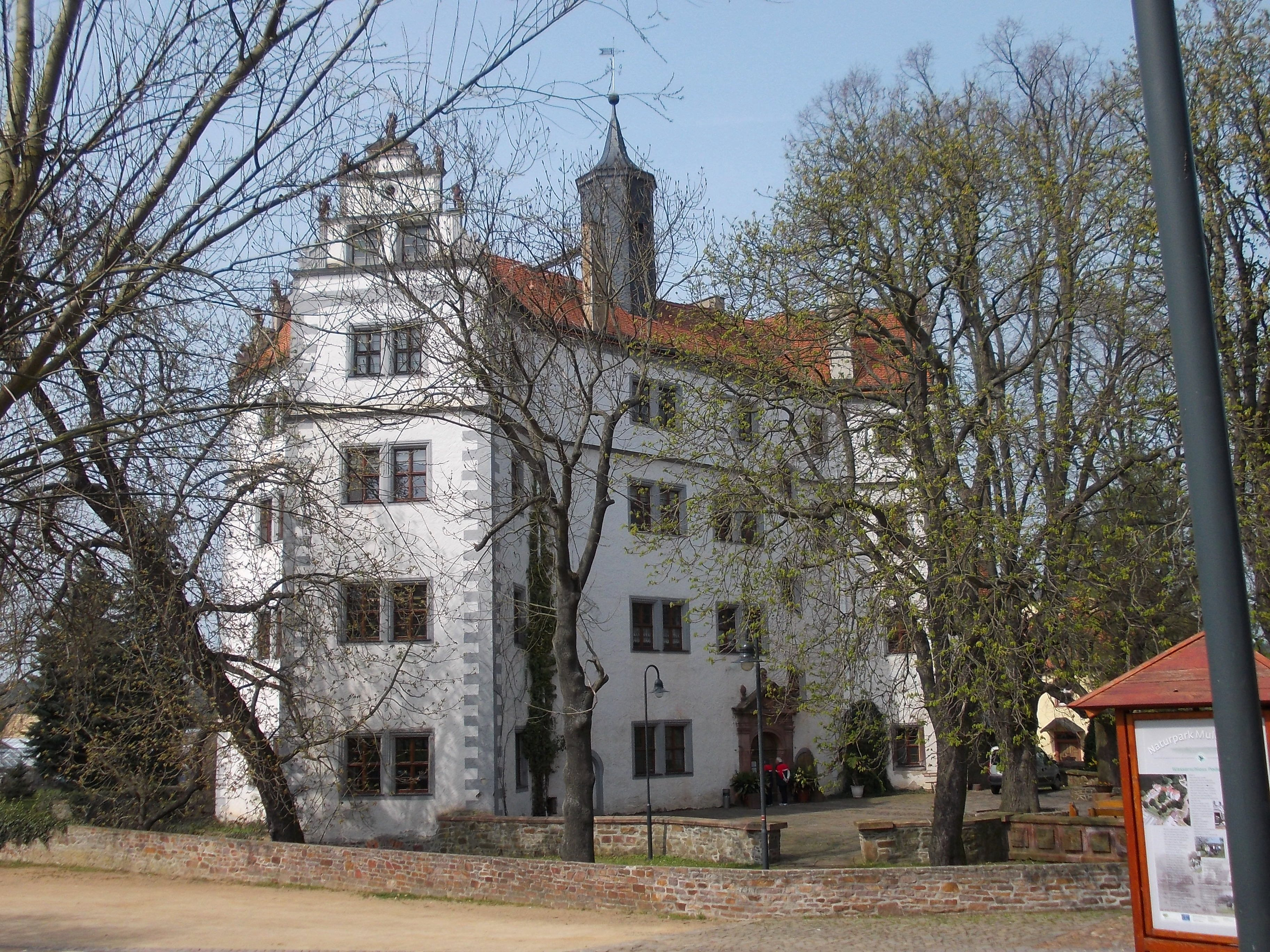
Wasserschloss Podelwitz, Familiensitz der von Lorenz und dann der von Reiswitz und Kaderžin

## Leben
Kurt (auch Kurd) von Reiswitz wurde als Sohn des preußischen Oberstleutnants Freiherr Alfred von Reiswitz und Kaderzin (1803–1872) und dessen Ehefrau Auguste Freiin von Lorenz (1812–1892), Tochter der Auguste Freiin von Koppy (1786–1853) und des Friedrich Freiherrn von Lorenz (1777–1848), geboren. 
Das Abitur machte er am Vitzthum-Gymnasium Dresden. Nach dem Studium der Rechtswissenschaften wurde er 1871 Gerichtsreferendar in Berlin, 1875 Gerichtsassessor in Rößel (Masuren) und im folgenden Jahr Kreisrichter in Schwiebus. Er wechselte in die Staatsverwaltung und wurde 1877 Regierungsassessor in Köslin in Westpommern. 1880 erhielt er als Nachfolger von Axel Eggert von Usedom das Amts des Landrats im Landkreis Rügen. Dieses Amt hatte er bis 1886 inne, als er in Kassel Regierungsrat wurde. Victor von Koerber folgte ihm als Landrat auf Rügen. 
1890 wechselte Freiherr von Reiswitz von Kassel nach Danzig und übernahm die Stelle des Polizeidirektors (später Polizeipräsident). Nach zweijähriger Dienstzeit kam er zur Bezirksregierung Wiesbaden, wo er die Leitung der Präsidialabteilung übernahm, bei gleichzeitiger Ernennung, durch den König, zum Ober-Regierungs-Rat. Von 1899 bis 1909 bekleidete er als Nachfolger von Edgar Himly das Amt des Regierungspräsidenten im Regierungsbezirk Stade. Nachfolger im Amt wurde Kurd von Berg-Schönfeld.
Reiswitz war Mitglied im genealogischen Verein Herold.

### Familie
Rudolf hatte die Geschwister Wilheline Ida Auguste (1836–1840), Stenzel Gottlob Friedrich Alfred (1839–1929, preußischer Major und nach seiner Mutter Erbe des Wasserschlosses Podelwitz), Auguste Hedwig (1840–1846), Wenzel Rudolf Konrad Georg (* 1842), Hans Gottlieb Richard Barnim (* 1845) und Wilhelmine Maria Eva (1850–1932, ∞ Karl Moritz Friedrich Heinrich von Bethuysy-Huc)
Am 23. September 1876 heiratete er in Dresden Klara Mathilde Freiin von Lorenz (1845–1921). aus der Ehe sind die Kinder Hans Kurd (1878–1949), Klara Auguste Karoline (* 1880), Kurd Berthold Friedrich Joachim (1881–1940) und Klara Elisabeth Margarethe (1883–1960) hervorgegangen.

### Auszeichnungen
- Wirklicher Geheimer Oberregierungsrat
- Ehrenritter des Johanniterordens (1884)[7][8][9]